# Zamostea
Zamostea é uma comuna romena localizada no distrito de Suceava, na região de Moldávia. A comuna possui uma área de 46.86 km² e sua população era de 3156 habitantes segundo o censo de 2007.